# Щурина, Анастасия Андреевна
Анастасия Андреевна Щурина (до замужества — Подошвина) (род. 18 июля 1995 года, Балаково) — российская волейболистка, доигровщица.

## Биография
Родилась 18 июля 1995 года в Балаково. Начинала волейбольную карьеру в молодёжной команде «Протон», в которой выступала в 2011—2013 годах. Затем перешла в «Динамо-УОР», в котором выступала до 2016 года.
Дебютировала в Суперлиге 6 апреля 2014 года. В 2014—2017 годах выступала за «Динамо-Казань», в 2017—2018 годах — за «Северянку», в 2018—2020 годах — за команду «Приморочка».
В январе 2020 года перешла в «Динамо-Метар». После окончания сезона подписала контракт с «Заречье-Одинцово».

## Личная жизнь
Замужем за тренером Александром Щуриным.

## Достижения

### С клубами
- Обладатель Кубка ЕКВ 2017
- Серебряный призёр чемпионата России 2017
- Обладатель Кубка России 2016